# Sân bay Tích Lâm Hạo Đặc
Sân bay Xilinhot là một sân bay ở Xilinhot, Nội Mông Cổ, Cộng hòa Nhân dân Trung Hoa(IATA: XIL, ICAO: ZBXH).

## Các hãng hàng không và tuyến bay
- Air China (Bắc Kinh-Thủ đô)
- Grand China Express (Hô Hòa Hạo Đặc)